# Obersaasheim
Obersaasheim là một xã ở tỉnh Haut-Rhin trong vùng Grand Est ở đông bắc Pháp. Xã này có diện tích 12,88 km², dân số năm 1999 là 985 người. Khu vực này có độ cao 197 mét trên mực nước biển.